# Maxim
För andra betydelser, se Maxim (olika betydelser).
Med maxim (av latin: propositio maxima, den högsta lärosatsen) avses i dagligt språkbruk ett visdomsord formulerat som en aforism.
Under antiken var maxim detsamma som axiom. Immanuel Kant definierade maxim som en etisk regel som vuxit fram av erfarenhet och som man verkligen handlar efter, snarare än att vara logiskt härledd och därmed universellt godtagbar.